# Sangtū
Sangtū (persiska: سَنگتو) är en ort i Iran.   Den ligger i provinsen Mazandaran, i den norra delen av landet, 100 km norr om huvudstaden Teheran. Sangtū ligger 3 meter över havet och antalet invånare är 268.
Terrängen runt Sangtū är varierad. Runt Sangtū är det ganska tätbefolkat, med 80 invånare per kvadratkilometer. Närmaste större samhälle är Chālūs, 12,3 km väster om Sangtū. I omgivningarna runt Sangtū växer i huvudsak blandskog.